# Hôtel de Rohan-Montbazon
L’hôtel de Rohan-Montbazon est un ancien hôtel particulier, situé au no 29, rue du Faubourg-Saint-Honoré, dans le 8e arrondissement de Paris.

## Situation
L’hôtel est mitoyen de l’hôtel Pillet-Will, au no 31, qui abrite la résidence de l’ambassadeur du Japon en France.

## Historique
L’hôtel est construit par l’architecte Pierre Cailleteau dit Lassurance, en 1719, à la demande de Louise-Julie de La Tour d’Auvergne, princesse de Montbazon, à la suite du décès de son mari, le prince François-Armand de Rohan-Guéméné, survenu deux ans auparavant.
La princesse est attirée en ce quartier, par l’entremise de son frère, Louis-Henri de La Tour d’Auvergne, comte d’Évreux, qui s’est fait construire, non loin, le somptueux hôtel d’Évreux, actuel palais de l’Élysée. La princesse, à la fin de la Régence, résidant principalement à la cour de Versailles, loue l’hôtel au financier Jean-Marie Richard, lequel fini par en faire l’acquisition en 1750, à la mort de cette dernière. L’hôtel est alors largement remanié par l’architecte Michel Tannevot, notamment par l’ajout d’une chapelle et de la modification de quelques décors et des communs sur rue.
L’architecte Jacques-François Blondel, qui trouve alors, ces ajouts de très mauvais goût, s’exprime par ces mots : « Cette commodité intérieure nuit à la décoration des dehors, et paraît aussi ridiculement placée que contraire à la bienséance. »
L’hôtel passe ensuite à Louis Richard de La Bretèche, receveur général des finances de Tours et frère du précédent.
En 1792, l’hôtel est vendu à Marie-Madeleine Victoire Thomas, veuve de Louis-Hyacinthe Raymond de Saint-Sauveur, disparu la même année. C’est cette dernière, qui fait notamment réaliser les décors du grand salon dans le style Premier Empire.
En 1817, au décès de madame, l’hôtel est transmis à ses héritiers et légataires, messieurs Belletrux et Devèze, lesquels le vendent, en 1819, au riche collectionneur Augustin de Lapeyrière, qui y fait l’écrin de ses nombreuses œuvres d’art.
En 1823, ce dernier le revend au comte Alexandre César de La Panouse, puis passe à son fils, César-Armand, qui y fait réaliser d’importants travaux par l’architecte Pierre Decloux en 1876, notamment la destruction et la reconstruction totale du bâtiment sur rue et l’élévation du corps de logis principal qui se voit rehaussé de trois niveaux.
Le comte décède en 1879, et l’hôtel est acheté par le richissime comte Frédéric Pillet-Will, également acquéreur du no 31, ancien hôtel Marbeuf, actuel hôtel Pillet-Will, résidence de l’ambassadeur du Japon en France. Son épouse, la comtesse Clotilde, y reçoit la haute société de l’époque en y donnant de somptueuses fêtes.
De 1922 à 1934, le rez-de-chaussée et le premier étage du bâtiment principal, donnant sur le jardin, est loué à la grande couturière Gabrielle Chanel, qui y reçoit de grands noms comme : le compositeur Igor Stravinsky, José Maria Sert et son épouse Misia, le critique d’art Serge de Diaghilev ou encore le peintre Pablo Picasso.
Aujourd’hui, copropriété privée, il abrite notamment le cabinet d’avocats BMH.

## Protection
L'édifice est inscrit aux monuments historiques pour son salon de style Premier Empire par arrêté du 7 novembre 1927.